# José María Gamio
José María Gamio Cia (Montevideo, Uruguay, 10 de marzo de 1940) es un abogado y político uruguayo, quien se desempeñó como subsecretario del Ministerio de Relaciones Exteriores (vicecanciller) entre 1993 y 1995. 

## Primeros años
Nació en Montevideo el 10 de marzo de 1940.
En 1961 ingresó a estudiar derecho en la entonces Facultad de Derecho y Ciencias Sociales de la Universidad de la República, donde se graduó como procurador en 1964 y como abogado en 1967, prestando juramento como tal en febrero de 1968.
Desempeñó su profesión como abogado en forma privada, ocupando el cargo de gerente del Departamento de Asesoramiento Legal e Impositivo de Price Waterhouse entre 1975 y 1985, siendo también asesor letrado y miembro del Directorio del grupo naviero Tsakos.

## Primeros cargos públicos
Entre 1965 y 1966 fue asesor del entonces Ministerio de Instrucción Pública y Previsión Social,y entre 1968 y 1969 del Ministerio de Transportes, Comunicaciones y Turismo.
En abril de 1969 fue designado Director de Cultura del Ministerio de Cultura, cargo que ocupó hasta 1973.
En abril de 1986 fue nombrado integrante de la Comisión Nacional del Servicio Civil,y a partir de 1987 fue director general del Ministerio de Salud Pública.

## Subsecretario de Relaciones Exteriores
El 4 de enero de 1993, el presidente Luis Alberto Lacalle y su nuevo ministro de Relaciones Exteriores Sergio Abreu designaron a Gamio como subsecretario de dicha cartera,sucediendo a Eduardo Mezzera.
Desempeñó el cargo durante algo más de dos años, hasta la finalización del período presidencial de Lacalle.
Con la asunción de Julio María Sanguinetti como presidente por segunda vez en marzo de 1995, Abreu y Gamio fueron sucedidos como canciller y vicecanciller por Álvaro Ramos y Carlos Pérez del Castillo respectivamente.

## Árbitro
En 1995 fue nombrado para integrar una de las listas de árbitros previstas en el ámbito del Mercosur por el Protocolo de Brasiliay en 2004 fue incluido en una de las previstas en el Protocolo de Olivos.
En 2011 fue designado árbitro suplente del Tribunal Permanente de Revisión del Mercosur,cargo que le fue prorrogado en 2013.

## Actividad docente y académica
Especialista en Derecho internacional público, fue docente de dicha materia en la Facultad de Derecho de la Universidad de la República, alcanzando el grado máximo de profesor titular (grado 5) en 1995. También fue profesor titular de la misma asignatura en la Universidad Católica del Uruguay y en la Universidad de Montevideo.
Es autor de numerosas obras jurídicas sobre temáticas de dicha especialidad.

## Vida personal
Es hijo de Enrique Gamio y de María Elida Cia Rivero, quienes se casaran en 1937.Su padre, también abogado, siguió la carrera judicial. Al momento de su fallecimiento en diciembre de 1959 era Juez Letrado en lo Civil en la capital del país y se manejaba su nombre para ocupar la Fiscalía de Corte vacante tras el cese de Aníbal Abadie Santos.
José María Gamio contrajo matrimonio en 1967 con Dinorah Teresa Beyhaut Narváez,con quien tuvo cuatro hijos, María Inés, Agustín Alfredo, María José y Juan Pablo Gamio Beyhaut.